# ヴァレ・ド・メ自然保護区
| フタゴヤシの木とその実 |  | フタゴヤシの木とその実 |
| フタゴヤシの木とその実 |  |                        |

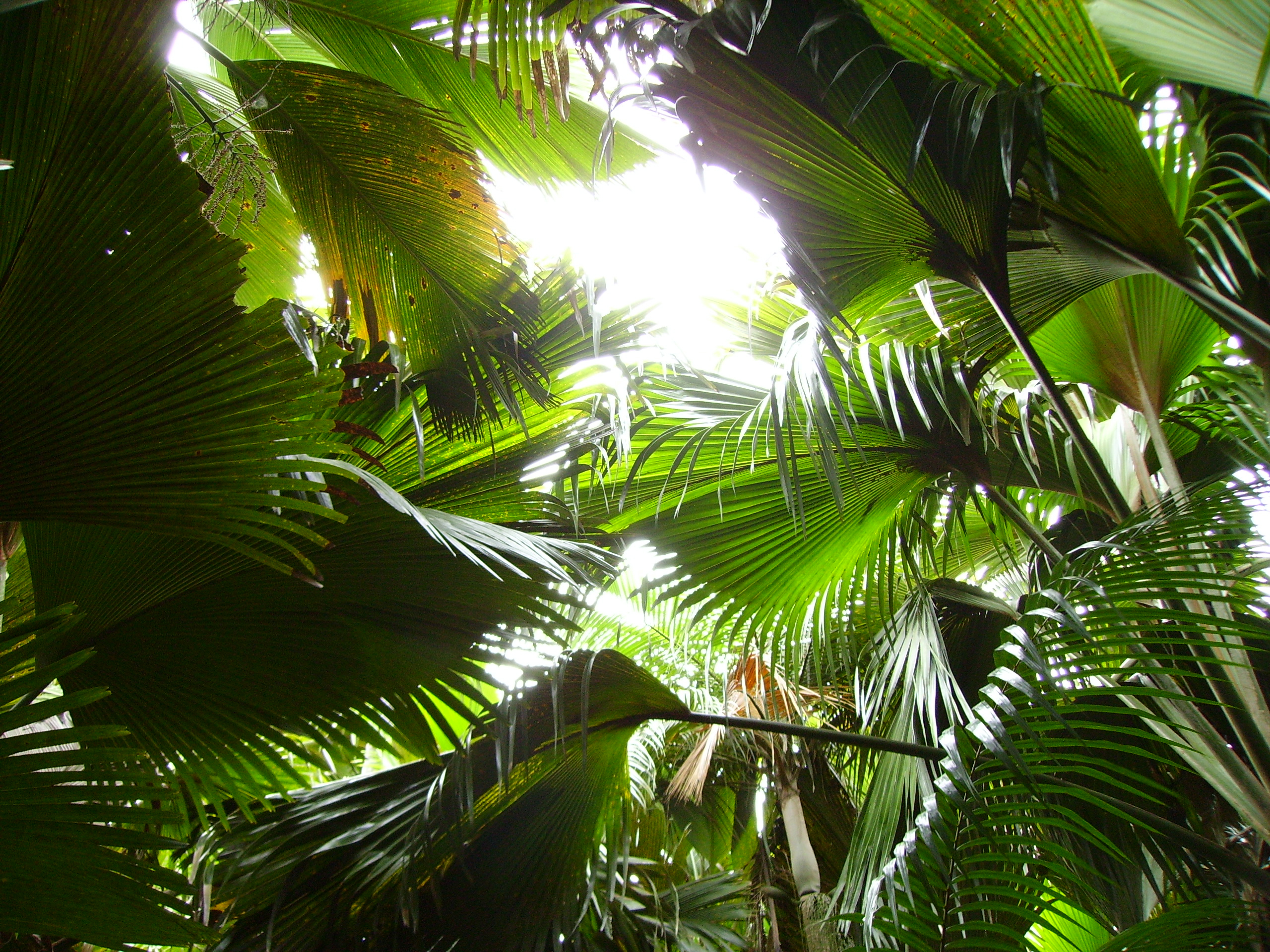
フタゴヤシからのぞく木洩れ日

ヴァレ・ド・メ渓谷自然保護区は、セーシェルの島々の中で2番目の大きさを持つプララン島（Praslin, プラスリン島）にある自然保護区。世界最大のヤシの実をつける、30mの高さに成長するココ・デ・メール（フタゴヤシ、オオミヤシともいう）が群生する原生ヤシ林が残っており、珍しい動植物が息づいている。1983年にユネスコの世界遺産に登録された。なお、ヴァレ・ド・メは「5月の谷」の意味であり、「メ渓谷」「メイ渓谷」とも表記される（後者はフランス語読みとしては不適切である）。
ヴァレ・ド・メには、フタゴヤシが4000 - 5000本自生しており、これは全世界の生育数のおよそ四分の一にあたっている。フタゴヤシの実は直径55cm、重さ20kgにまで成長するが、女性の下腹部に似たその独特の形状から、古来様々な俗説を生み出してきた。現在、この保護区内でこれを採取することは禁止されているが、不正な採取があとを絶たない。
このほかDeckenia nobilis、キリンヤシ、タケウマキリンヤシ、Nephrosperma vanhoutteanum、Roscheria melanochaetesなど5種類のヤシと28種の植物が固有種である。鳥類ではセーシェルインコ、セーシェルルリバト、セーシェルヒヨドリ、セーシェルタイヨウチョウ、セーシェルアナツバメ、ショクヨウアナツバメが生息する。また、カメレオンのタイガーカメレオンやヤモリのブロンズヤモリ属（セーシェルブロンズヤモリ、コガタブロンズヤモリ、オオブロンズヤモリの3種）、セーシェルマブヤトカゲ、Janetaescincus braueri、Pamelaescincus gardineri、ヒルヤモリ属（Phelsuma astriata、サンドバーグヒルヤモリ）などの爬虫類、樹上生のカエル（セーシェルコオイガエルなど）やアシナシイモリ（セーシェルアシナシイモリ属）などの両生類、淡水魚（Pachypanchax playfairiiなど）および多くの無脊椎動物も生息している。
この島特有の美しさは、イギリスの詩人アトール・トーマスが、『忘れられた楽園』のなかで賞賛している。

## 登録基準
この世界遺産は世界遺産登録基準のうち、以下の条件を満たし、登録された（以下の基準は世界遺産センター公表の登録基準からの翻訳、引用である）。
- (7) ひときわすぐれた自然美及び美的な重要性をもつ最高の自然現象または地域を含むもの。
- (8) 地球の歴史上の主要な段階を示す顕著な見本であるもの。これには生物の記録、地形の発達における重要な地学的進行過程、重要な地形的特性、自然地理的特性などが含まれる。
- (9) 陸上、淡水、沿岸および海洋生態系と動植物群集の進化と発達において進行しつつある重要な生態学的、生物学的プロセスを示す顕著な見本であるもの。
- (10) 生物多様性の本来的保全にとって、もっとも重要かつ意義深い自然生息地を含んでいるもの。これには科学上または保全上の観点から、すぐれて普遍的価値を持つ絶滅の恐れのある種の生息地などが含まれる。